# Otto Rasch (Maler)

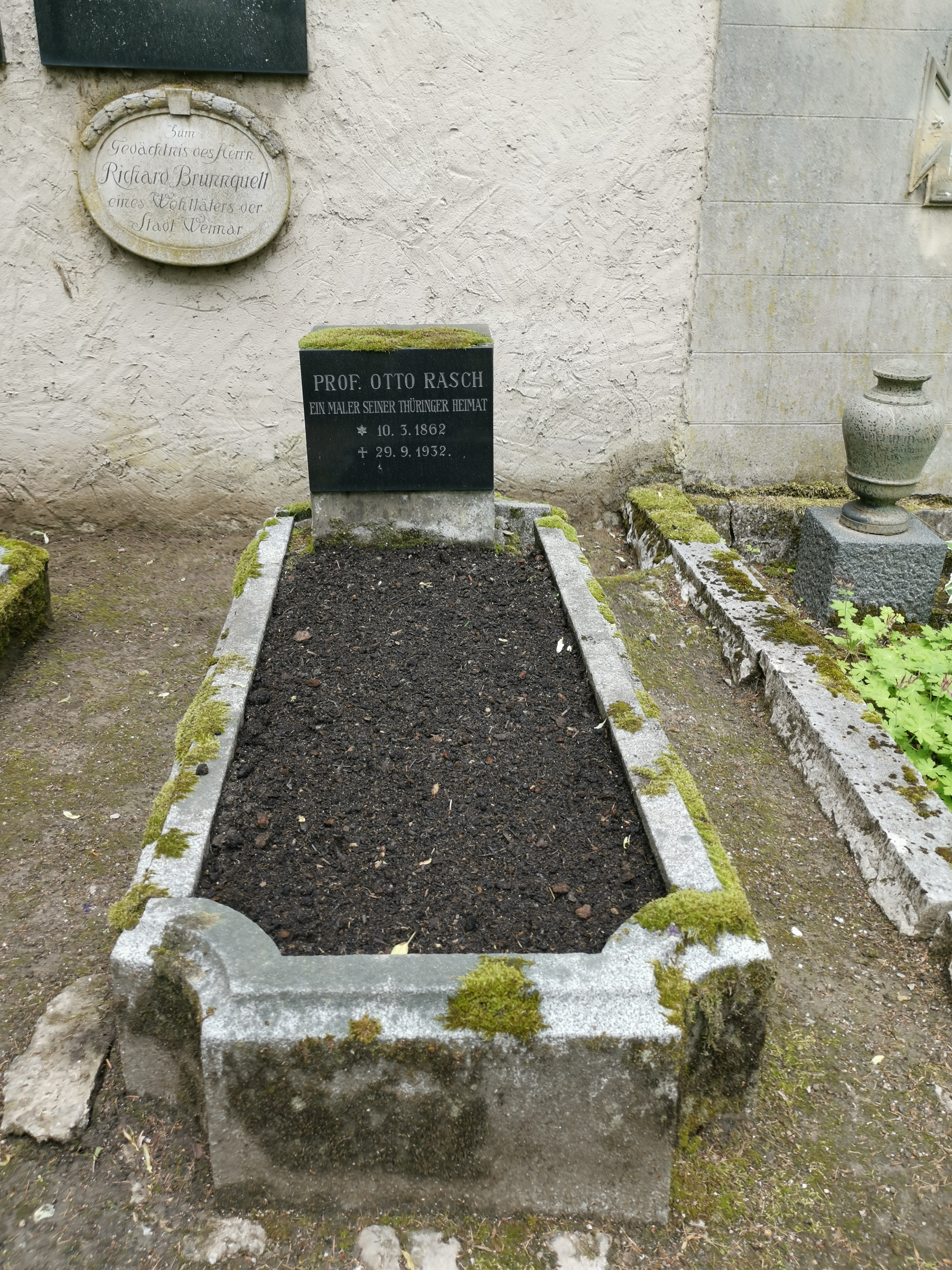
Grab des Otto Rasch auf dem Historischen Friedhof in Weimar

Otto Franz Ludwig Rasch (geb. 10. März 1862 in Artern; gest. 29. September 1932 in Weimar) war ein deutscher Maler und Graphiker.
Als Schüler u. a. von Max Thedy war er Student an der Großherzoglich-Sächsische Kunstschule Weimar, an der er auch später ab 1899 zum Professor berufen wurde. Zu seinen Schülern dort zählten u. a. Georg Harms-Rüstringen und Erich Schmidt-Schaller. Rasch unterrichtete ab 1919 am Bauhaus das Fach anatomisches Zeichnen.
Rasch hatte viele Ansichten von Weimar gemalt, die sich überwiegend im Kunsthandel befinden. Eine der von ihm porträtierten Persönlichkeiten Weimars war Charlotte Krackow (1915) und das Original befindet sich im Kirms-Krackow-Haus in Weimar. Zahlreiche Bildnisse aus seiner Hand befinden sich in der Klassik Stiftung Weimar. Dazu zählen die Kopien der Porträts der Charlotte von Schiller, (Original von Ludovike Simanowiz im Deutschen Literaturarchiv Marbach) und des Friedrich Schiller sowie dessen Eltern. Zu sehen sind sie im Schillerhaus Weimar.
Rasch ist auf dem Historischen Friedhof Weimar begraben.

Werke Raschs (Auswahl)
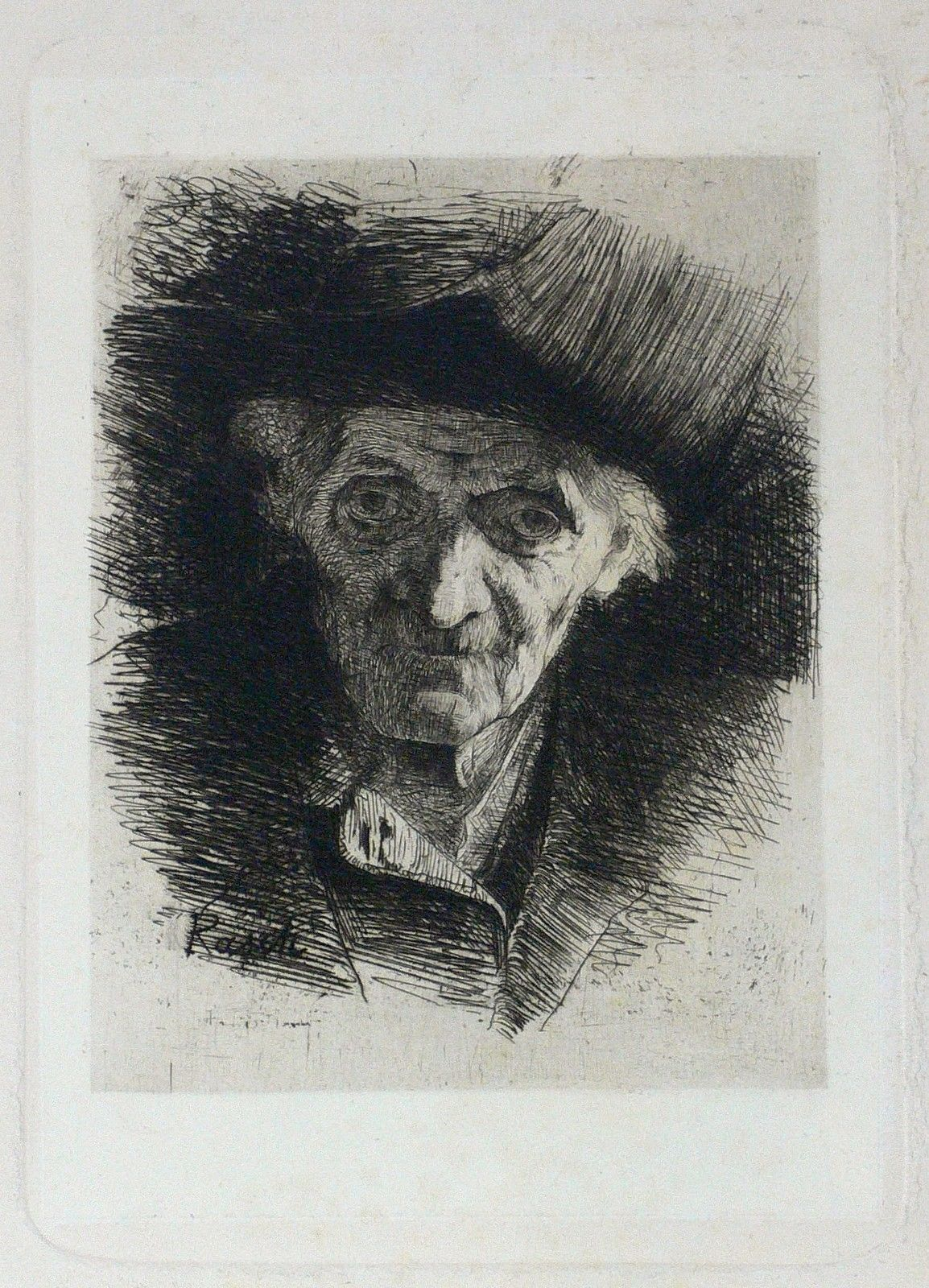
Alter Kopf Radierung 1887
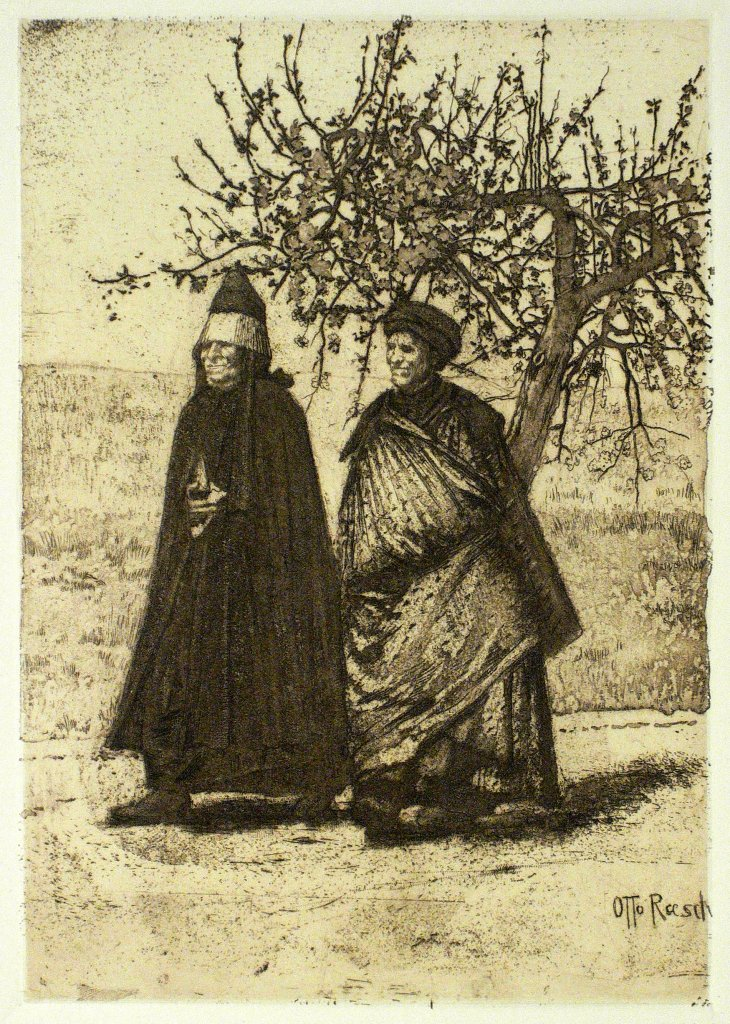
Kirchgang in Thüringen 1911
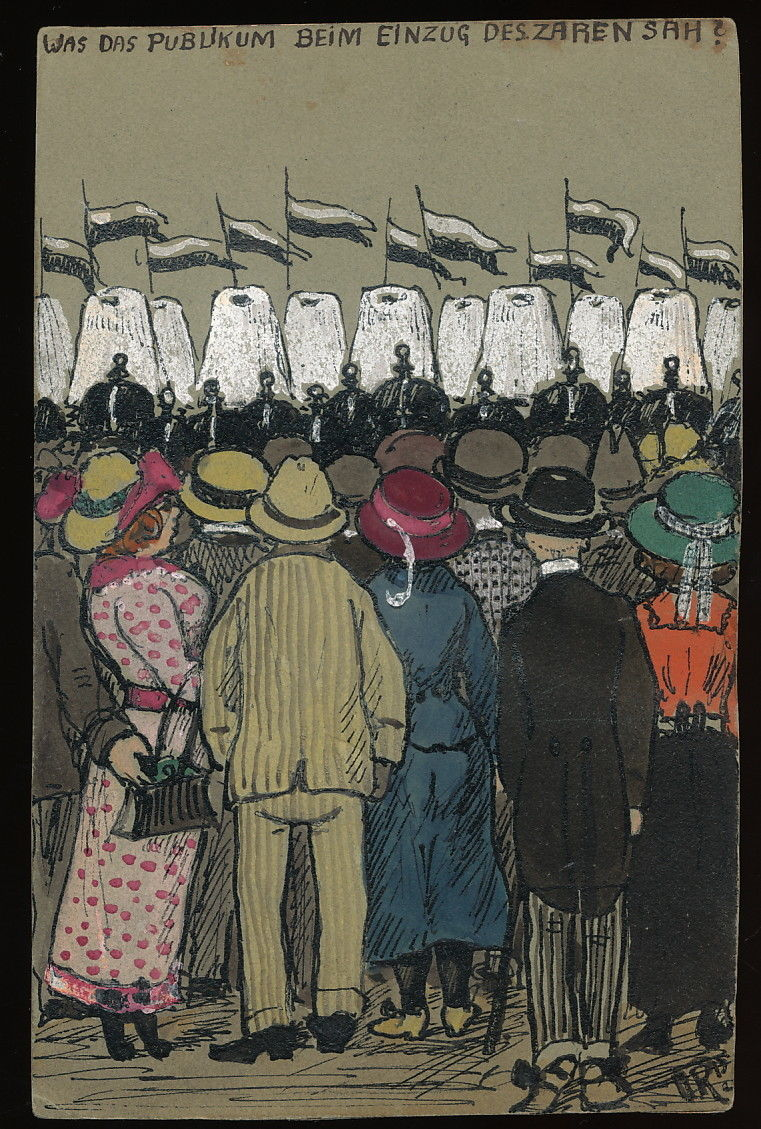
Ansichtskarte "Was das Publikum beim Einzug des Zaren sah?" 1913